# Echtgazelle
Die Echtgazelle (Gazella gazella), auch Edmigazelle genannt, ist ein Säugetier aus der Familie der Hornträger. Sie kommt auf der Arabischen Halbinsel vor.

## Merkmale
Diese Gazelle erreicht eine Kopf-Rumpf-Länge von 98 bis 115 cm und ein Gewicht von 16 bis 29,5 kg. Männchen sind durchschnittlich 10 cm länger und etwas schwerer als Weibchen. Edmigazellen in Wüsten sind oft deutlich leichter als andere Populationen. Der Schwanz wird 8 bis 13 cm lang. Hörner kommen bei beiden Geschlechtern vor, doch die Hörner der Männchen sind mit einer Länge von 22 bis 29 cm deutlich größer als die 6 bis 12 cm langen Hörner der Weibchen.
Der ganze Körperbau ist auffällig schmal mit langem Hals und langen Beinen. Das Fell des Rückens und der Körperseiten ist dunkelbraun. Der Bauch, die Innenseite der Gliedmaßen und das Hinterteil sind weiß. Oft werden diese zwei Bereiche von einem deutlichen dunklem Band getrennt. Kennzeichnend sind zwei senkrechte weiße Striche im Gesicht von den Hörnern, über die Augen zur Nasenpartie.

## Verbreitung und Habitat
Die Echtgazelle hatte früher ein großes Verbreitungsgebiet auf der Arabischen Halbinsel und kam bis in die 1930er Jahre auch auf der Sinaihalbinsel vor. Heute lebt sie hauptsächlich in Israel, Saudi-Arabien, Oman, in den Vereinigten Arabischen Emiraten und in Jemen.
Die Art hält sich hauptsächlich in Halbwüsten und Wüsten auf und besucht gelegentlich offene Wälder. Die Landschaft ist meist durch flache felsige Gebirge gekennzeichnet. Weiterhin lebt die Edmigazelle in küstennahen Sanddünen und auf Hochebenen. Im Verbreitungsgebiet schwanken die Temperaturen zwischen wenigen Minusgraden und plus 45 °C.

## Systematik
Bei der Echtgazelle wird zwischen fünf bis sechs Unterarten unterschieden.
- Arabische Berggazelle (G. g. cora) in Saudi-Arabien und Oman; ausgestorben in Jemen. Etwa 10.000 Tiere leben noch, davon 90 % in Oman. Durch Bejagung nimmt der Bestand weiter rapide ab (25 % Rückgang von 1996 bis 2003). Gefährdet.
- Farasan-Gazelle (G. g. farasani), nur auf den zu Saudi-Arabien gehörenden Farasan-Inseln im Roten Meer. Da die Inseln ein Naturreservat sind, ist diese Unterart am wenigsten bedroht. Es gibt etwa 1000 Exemplare dieser Unterart.
- Palästina-Berggazelle (G. g. gazella) in Nord-Israel und im Libanon; ausgerottet in Syrien, Jordanien und Ägypten. Nachdem die Bestandszahlen durch einen Ausbruch der Maul- und Klauenseuche auf 3000 gefallen sind, wurde die Unterart als bedroht eingestuft. In Israel ist sie streng geschützt.
- Akaziengazelle (G. g. acaciae) in Süd-Israel; dies ist offenbar eine Reliktpopulation, die nach dem Ende der Eiszeit im Arawa-Tal nördlich von Eilat isoliert wurde. In den 1950ern lebten hier einige hundert Gazellen auf einer Fläche von 7,5 km². Durch Umleitung von Gewässern wurde dieses Tal nicht mehr ausreichend mit Wasser versorgt, was ein Massensterben auslöste. Heute gibt es noch etwa zwanzig dieser Gazellen. Sie sind streng geschützt, allerdings auch einer Bejagung durch Wölfe und Schakale ausgesetzt.
- Maskat-Gazelle (G. g. muscatensis) in der nördlichen Küstenregion Omans; durch Straßenbau und Zersiedlung des Lebensraums wurden diese Gazellen extrem selten; ihr Bestand lag zuletzt unter hundert.

## Lebensweise

### Aktivität und Nahrung
Die Echtgazelle ist hauptsächlich am Morgen und späten Abend aktiv. In von Menschen dichter besiedelten Regionen kann sie auch in der Nacht aktiv sein. Während der wärmsten Stunden des Tages ruhen die Tiere an einem geschützten Platz. Die Nahrung besteht meist aus Gras und krautigen Pflanzen sowie aus Blättern von Büschen und Bäumen. In trockenen Gebieten graben die Gazellen nach Zwiebeln und Knollen.

### Sozialverhalten und Fortpflanzung
Dominante Männchen leben meist einsam in einem Revier, das sie gegen andere Männchen verteidigen. Weibchen und der Nachwuchs bilden temporäre oder permanente Gruppen mit drei bis acht Mitgliedern. Junge Männchen vereinigen sich zu Junggesellengruppen. Treffen zwei erwachsene Männchen aufeinander, folgt ein Imponiergehabe, wonach sich das augenscheinlich schwächere Männchen zurückzieht. Selten werden Kämpfe ausgefochten, die dann in bleibenden Wunden resultieren können.
Abhängig vom Verbreitungsgebiet finden Paarungen das ganze Jahr über, oder nur zwischen Frühjahr und Vorsommer statt. Nach einer Trächtigkeit von etwa 180 Tagen wirft das Weibchen meist ein einzelnes Jungtier. Wenige Tage vorher sondert sich die Mutter von ihrer Gruppe ab. Der Nachwuchs kann schon kurz nach der Geburt laufen, bleibt jedoch in den ersten Wochen in einem von der Mutter bewachten Versteck. Dann unternehmen Mutter und Jungtier kurze Ausflüge und etwa zwei Monate nach der Geburt schließen sich beide der Gruppe an. Nach etwa vier Monaten wird das Jungtier nicht mehr gesäugt. Weibchen bleiben meist in der Gruppe der Mutter und Männchen verlassen diese nach etwa sechs Monaten. Die Geschlechtsreife tritt bei Weibchen nach 12 und bei Männchen nach etwa 20 Monaten ein. Die erste erfolgreiche Paarung erfolgt jedoch erst im zweiten Lebensjahr (Weibchen) bzw. nach drei Jahren (Männchen), nachdem ein eigenes Revier etabliert wurde.
Echtgazellen in menschlicher Obhut wurden bis zu 13 Jahre alt, in der Wildnis wird die Lebenslänge auf 8 Jahre geschätzt.